# Bernhard Skrodzki

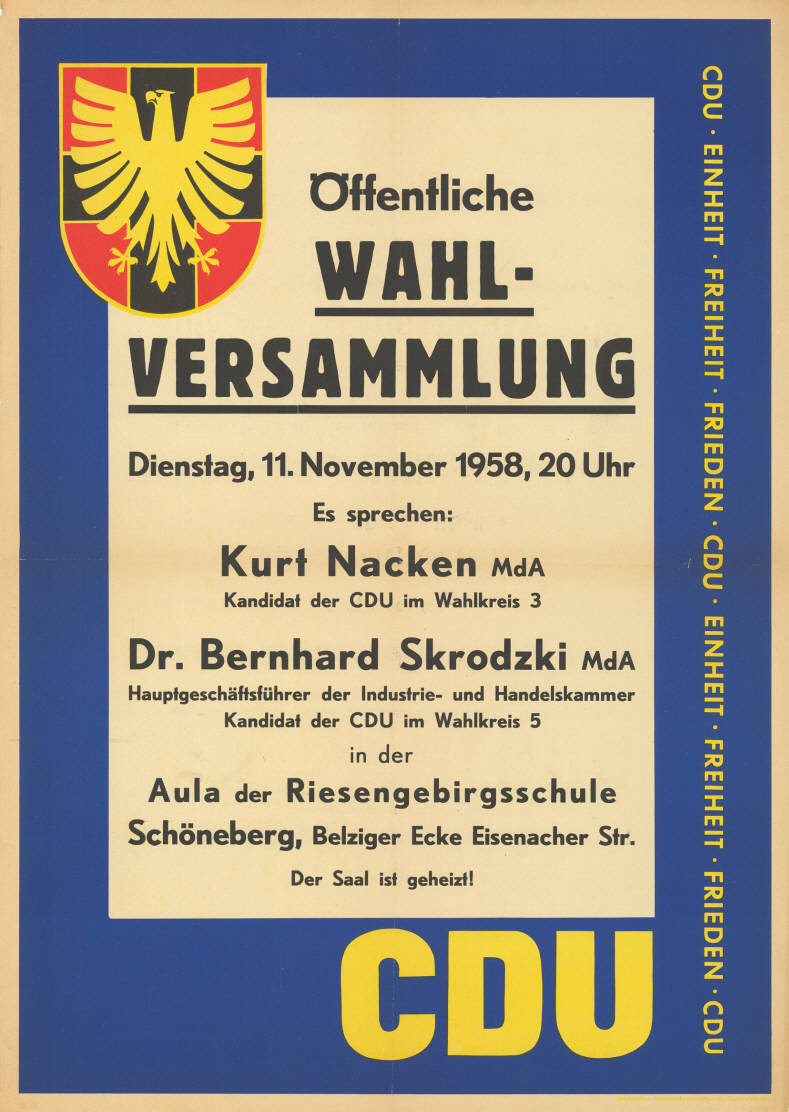
Ankündigung für eine Wahlversammlung in Berlin-Schöneberg, 1958

Bernhard Skrodzki (* 23. Februar 1902 in Wiersbau, Kreis Neidenburg; † 14. März 1969 in Berlin) war ein deutscher Politiker (CDU).

## Leben

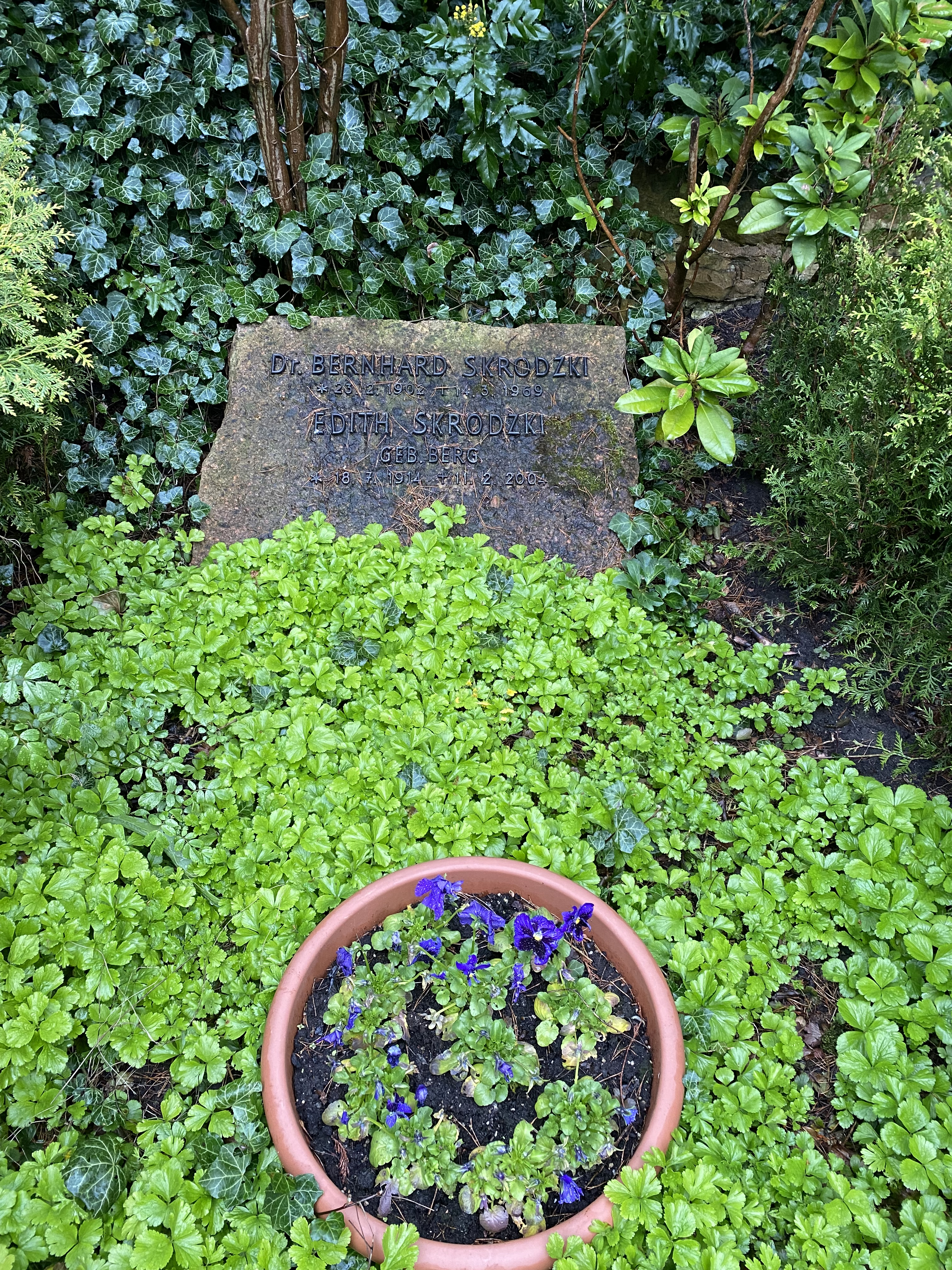
Grabstätte auf dem Waldfriedhof Dahlem

Skrodzki war ein Sohn des Volksschulkonrektors Rudolf Skrodzki und dessen Ehefrau Emilie, geb. Samulowitsch. Er besuchte ein Gymnasium in Berlin-Steglitz und machte 1920 sein Abitur. Nach einer Banklehre bei der Deutschen Bank in Berlin studierte er Rechtswissenschaft und Volkswirtschaftslehre an den Universitäten Berlin und Tübingen. Er wurde in Tübingen 1925 mit einer Arbeit über Die Unterseebootfrage auf der Washingtoner Abrüstungskonferenz 1921/1922 zum Dr. rer. pol. promoviert. 1925 wurde Skrodzki Wissenschaftlicher Mitarbeiter beim Preußischen Statistischen Landesamt. Ab 1928 arbeitete er beim Reichsverband der Deutschen Industrie und anschließend bis zum Ende des Zweiten Weltkriegs bei der „Reichsgruppe Industrie“.
Nach dem Krieg wurde Skrodzki Wirtschaftsberater und ab 1950 Hauptgeschäftsführer der IHK Berlin. Bei der Berliner Wahl 1954 wurde er für die CDU in das Abgeordnetenhaus von Berlin gewählt. Dem Parlament gehörte er bis zu seinem plötzlichen Tod an, sein Nachrücker wurde daraufhin Friedrich von Kekulé.
Skrodzki wurde im Waldfriedhof Dahlem (Feld 009-399) beerdigt.

## Auszeichnungen
- Verdienstkreuz mit Stern des Verdienstordens der Bundesrepublik Deutschland